# Kanstantsín Xaravarau
Kanstantsín Xaravarau   (Minsk, 15 d'agost de 1964) és un jugador d'handbol belarús, ja retirat, que va competir sota bandera soviètica durant la dècada de 1980.
El 1988 va prendre part en els Jocs Olímpics d'Estiu de Seül, on guanyà la medalla d'or en la competició d'handbol.
En el seu palmarès també destaca una medalla de plata al Campionat del món d'handbol de 1990.
A nivell de clubs jugà al SKA Minsk (1982-1992, 1995-1996), SV Blau-Weiß Spandau (1992), Maccabi Rishon LeZion (1993-1995), Maccabi Kiryat Motzke (1996), GF Kroppskultur (1997) i Anderstorp (1998-2001). Guanyà cinc lligues soviètiques (1984, 1985, 1986, 1988 i 1989), tres Copes d'Europa (1987, 1989 i 1990), dues Recopes d'Europa (1983 i 1988) entre molts altres títols.
Una vegada retirat passà a exercir d'entrenador de la selecció nacional belarussa.